# Karl Otto Bonnier den yngre
Filip Karl Otto Bonnier, född 7 maj 1943 i Engelbrekts församling i Stockholm, är en svensk bokförläggare, redaktör och tidigare styrelseordförande för Albert Bonniers förlag, och miljardär. 
Karl Otto Bonnier är son till bokförläggaren Gerard Bonnier och Elisabeth Holmén samt bror till Eva Bonnier, Pontus Bonnier och Åke Bonnier d.y.
Efter akademiska studier i Stockholm och Uppsala blev han filosofie kandidat 1967. Han började som bokförläggare vid Albert Bonniers förlag 1970. Han har varit styrelseordförande i Albert Bonniers förlag AB, vice styrelseordförande i Bonnierförlagen AB och styrelseledamot i Dagens Nyheter AB. Han blev ledamot av Vinakademien 1982.
Han var 1966–1977 gift med filosofie kandidat Catherie Granholm (född 1942) och fick  med henne en dotter. Sedan 1980 är han gift med redaktören Ingemo Åkesson (född 1950) och fick med henne en son.